# Okręgowe rozgrywki w piłce nożnej woj. białostockiego (1960/1961)
27. Edycja okręgowych rozgrywek w piłce nożnej województwa białostockiego

Okręgowe rozgrywki w piłce nożnej województwa białostockiego prowadzone są przez Białostocki Okręgowy Związek Piłki Nożnej, rozgrywane są w czterech ligach, najwyższym poziomem jest klasa okręgowa, klasa A, klasa B (4 grupy) oraz klasa C (brak danych co do ilości grup).
Rozgrywki od sezonu 1960/1961 rozgrywane są systemem jesień-wiosna.
Mistrzostwo Okręgu zdobyła Gwardia Białystok. 

Okręgowy Puchar Polski zdobyła Gwardia Białystok.
Drużyny z województwa białostockiego występujące w centralnych i makroregionalnych poziomach rozgrywkowych:
- I Liga - brak
- II Liga - brak

| Rozgrywki | Poziomy rozgrywkowe w sezonie 1960/61 | Poziomy rozgrywkowe w sezonie 1960/61            | Poziomy rozgrywkowe w sezonie 1960/61            | Poziomy rozgrywkowe w sezonie 1960/61            | Poziomy rozgrywkowe w sezonie 1960/61            | Poziomy rozgrywkowe w sezonie 1960/61            | Poziomy rozgrywkowe w sezonie 1960/61            | Poziomy rozgrywkowe w sezonie 1960/61            | Poziomy rozgrywkowe w sezonie 1960/61            | Poziomy rozgrywkowe w sezonie 1960/61            | Poziomy rozgrywkowe w sezonie 1960/61            | Poziomy rozgrywkowe w sezonie 1960/61            | Poziomy rozgrywkowe w sezonie 1960/61            | Poziomy rozgrywkowe w sezonie 1960/61            | Poziomy rozgrywkowe w sezonie 1960/61            | Poziomy rozgrywkowe w sezonie 1960/61            | Poziomy rozgrywkowe w sezonie 1960/61            | Poziomy rozgrywkowe w sezonie 1960/61            | Poziomy rozgrywkowe w sezonie 1960/61            | Poziomy rozgrywkowe w sezonie 1960/61            | Poziomy rozgrywkowe w sezonie 1960/61            | Poziomy rozgrywkowe w sezonie 1960/61            | Poziomy rozgrywkowe w sezonie 1960/61            | Poziomy rozgrywkowe w sezonie 1960/61            | Poziomy rozgrywkowe w sezonie 1960/61            | Poziomy rozgrywkowe w sezonie 1960/61            | Poziomy rozgrywkowe w sezonie 1960/61            | Poziomy rozgrywkowe w sezonie 1960/61            | Poziomy rozgrywkowe w sezonie 1960/61            | Poziomy rozgrywkowe w sezonie 1960/61            | Poziomy rozgrywkowe w sezonie 1960/61            | Poziomy rozgrywkowe w sezonie 1960/61            | Poziomy rozgrywkowe w sezonie 1960/61            | Poziomy rozgrywkowe w sezonie 1960/61            | Poziomy rozgrywkowe w sezonie 1960/61            | Poziomy rozgrywkowe w sezonie 1960/61            | Poziomy rozgrywkowe w sezonie 1960/61            | Poziomy rozgrywkowe w sezonie 1960/61            | Poziomy rozgrywkowe w sezonie 1960/61            | Poziomy rozgrywkowe w sezonie 1960/61            | Poziomy rozgrywkowe w sezonie 1960/61            | Poziomy rozgrywkowe w sezonie 1960/61            | Poziomy rozgrywkowe w sezonie 1960/61            | Poziomy rozgrywkowe w sezonie 1960/61            | Poziomy rozgrywkowe w sezonie 1960/61            | Poziomy rozgrywkowe w sezonie 1960/61            | Poziomy rozgrywkowe w sezonie 1960/61            | Poziomy rozgrywkowe w sezonie 1960/61            | Poziomy rozgrywkowe w sezonie 1960/61            | Poziomy rozgrywkowe w sezonie 1960/61            | Poziomy rozgrywkowe w sezonie 1960/61            | Poziomy rozgrywkowe w sezonie 1960/61            | Poziomy rozgrywkowe w sezonie 1960/61            | Poziomy rozgrywkowe w sezonie 1960/61            | Poziomy rozgrywkowe w sezonie 1960/61            | Poziomy rozgrywkowe w sezonie 1960/61            | Poziomy rozgrywkowe w sezonie 1960/61            | Poziomy rozgrywkowe w sezonie 1960/61            | Poziomy rozgrywkowe w sezonie 1960/61            | Poziomy rozgrywkowe w sezonie 1960/61            | Poziomy rozgrywkowe w sezonie 1960/61            |
| --------- | ------------------------------------- | ------------------------------------------------ | ------------------------------------------------ | ------------------------------------------------ | ------------------------------------------------ | ------------------------------------------------ | ------------------------------------------------ | ------------------------------------------------ | ------------------------------------------------ | ------------------------------------------------ | ------------------------------------------------ | ------------------------------------------------ | ------------------------------------------------ | ------------------------------------------------ | ------------------------------------------------ | ------------------------------------------------ | ------------------------------------------------ | ------------------------------------------------ | ------------------------------------------------ | ------------------------------------------------ | ------------------------------------------------ | ------------------------------------------------ | ------------------------------------------------ | ------------------------------------------------ | ------------------------------------------------ | ------------------------------------------------ | ------------------------------------------------ | ------------------------------------------------ | ------------------------------------------------ | ------------------------------------------------ | ------------------------------------------------ | ------------------------------------------------ | ------------------------------------------------ | ------------------------------------------------ | ------------------------------------------------ | ------------------------------------------------ | ------------------------------------------------ | ------------------------------------------------ | ------------------------------------------------ | ------------------------------------------------ | ------------------------------------------------ | ------------------------------------------------ | ------------------------------------------------ | ------------------------------------------------ | ------------------------------------------------ | ------------------------------------------------ | ------------------------------------------------ | ------------------------------------------------ | ------------------------------------------------ | ------------------------------------------------ | ------------------------------------------------ | ------------------------------------------------ | ------------------------------------------------ | ------------------------------------------------ | ------------------------------------------------ | ------------------------------------------------ | ------------------------------------------------ | ------------------------------------------------ | ------------------------------------------------ | ------------------------------------------------ | ------------------------------------------------ |
| Centralne | I poziom ligowy                       | I Liga                                           | I Liga                                           | I Liga                                           | I Liga                                           | I Liga                                           | I Liga                                           | I Liga                                           | I Liga                                           | I Liga                                           | I Liga                                           | I Liga                                           | I Liga                                           | I Liga                                           | I Liga                                           | I Liga                                           | I Liga                                           | I Liga                                           | I Liga                                           | I Liga                                           | I Liga                                           | I Liga                                           | I Liga                                           | I Liga                                           | I Liga                                           | I Liga                                           | I Liga                                           | I Liga                                           | I Liga                                           | I Liga                                           | I Liga                                           | I Liga                                           | I Liga                                           | I Liga                                           | I Liga                                           | I Liga                                           | I Liga                                           | I Liga                                           | I Liga                                           | I Liga                                           | I Liga                                           | I Liga                                           | I Liga                                           | I Liga                                           | I Liga                                           | I Liga                                           | I Liga                                           | I Liga                                           | I Liga                                           | I Liga                                           | I Liga                                           | I Liga                                           | I Liga                                           | I Liga                                           | I Liga                                           | I Liga                                           | I Liga                                           | I Liga                                           | I Liga                                           | I Liga                                           | I Liga                                           |
| Centralne | II poziom ligowy                      | II Liga                                          | II Liga                                          | II Liga                                          | II Liga                                          | II Liga                                          | II Liga                                          | II Liga                                          | II Liga                                          | II Liga                                          | II Liga                                          | II Liga                                          | II Liga                                          | II Liga                                          | II Liga                                          | II Liga                                          | II Liga                                          | II Liga                                          | II Liga                                          | II Liga                                          | II Liga                                          | II Liga                                          | II Liga                                          | II Liga                                          | II Liga                                          | II Liga                                          | II Liga                                          | II Liga                                          | II Liga                                          | II Liga                                          | II Liga                                          | II Liga                                          | II Liga                                          | II Liga                                          | II Liga                                          | II Liga                                          | II Liga                                          | II Liga                                          | II Liga                                          | II Liga                                          | II Liga                                          | II Liga                                          | II Liga                                          | II Liga                                          | II Liga                                          | II Liga                                          | II Liga                                          | II Liga                                          | II Liga                                          | II Liga                                          | II Liga                                          | II Liga                                          | II Liga                                          | II Liga                                          | II Liga                                          | II Liga                                          | II Liga                                          | II Liga                                          | II Liga                                          | II Liga                                          | II Liga                                          |
| Okręgowe  | III poziom ligowy                     | Klasa Okręgowa                                   | Klasa Okręgowa                                   | Klasa Okręgowa                                   | Klasa Okręgowa                                   | Klasa Okręgowa                                   | Klasa Okręgowa                                   | Klasa Okręgowa                                   | Klasa Okręgowa                                   | Klasa Okręgowa                                   | Klasa Okręgowa                                   | Klasa Okręgowa                                   | Klasa Okręgowa                                   | Klasa Okręgowa                                   | Klasa Okręgowa                                   | Klasa Okręgowa                                   | Klasa Okręgowa                                   | Klasa Okręgowa                                   | Klasa Okręgowa                                   | Klasa Okręgowa                                   | Klasa Okręgowa                                   | Klasa Okręgowa                                   | Klasa Okręgowa                                   | Klasa Okręgowa                                   | Klasa Okręgowa                                   | Klasa Okręgowa                                   | Klasa Okręgowa                                   | Klasa Okręgowa                                   | Klasa Okręgowa                                   | Klasa Okręgowa                                   | Klasa Okręgowa                                   | Klasa Okręgowa                                   | Klasa Okręgowa                                   | Klasa Okręgowa                                   | Klasa Okręgowa                                   | Klasa Okręgowa                                   | Klasa Okręgowa                                   | Klasa Okręgowa                                   | Klasa Okręgowa                                   | Klasa Okręgowa                                   | Klasa Okręgowa                                   | Klasa Okręgowa                                   | Klasa Okręgowa                                   | Klasa Okręgowa                                   | Klasa Okręgowa                                   | Klasa Okręgowa                                   | Klasa Okręgowa                                   | Klasa Okręgowa                                   | Klasa Okręgowa                                   | Klasa Okręgowa                                   | Klasa Okręgowa                                   | Klasa Okręgowa                                   | Klasa Okręgowa                                   | Klasa Okręgowa                                   | Klasa Okręgowa                                   | Klasa Okręgowa                                   | Klasa Okręgowa                                   | Klasa Okręgowa                                   | Klasa Okręgowa                                   | Klasa Okręgowa                                   | Klasa Okręgowa                                   |
| Okręgowe  | IV poziom ligowy                      | Klasa A                                          | Klasa A                                          | Klasa A                                          | Klasa A                                          | Klasa A                                          | Klasa A                                          | Klasa A                                          | Klasa A                                          | Klasa A                                          | Klasa A                                          | Klasa A                                          | Klasa A                                          | Klasa A                                          | Klasa A                                          | Klasa A                                          | Klasa A                                          | Klasa A                                          | Klasa A                                          | Klasa A                                          | Klasa A                                          | Klasa A                                          | Klasa A                                          | Klasa A                                          | Klasa A                                          | Klasa A                                          | Klasa A                                          | Klasa A                                          | Klasa A                                          | Klasa A                                          | Klasa A                                          | Klasa A                                          | Klasa A                                          | Klasa A                                          | Klasa A                                          | Klasa A                                          | Klasa A                                          | Klasa A                                          | Klasa A                                          | Klasa A                                          | Klasa A                                          | Klasa A                                          | Klasa A                                          | Klasa A                                          | Klasa A                                          | Klasa A                                          | Klasa A                                          | Klasa A                                          | Klasa A                                          | Klasa A                                          | Klasa A                                          | Klasa A                                          | Klasa A                                          | Klasa A                                          | Klasa A                                          | Klasa A                                          | Klasa A                                          | Klasa A                                          | Klasa A                                          | Klasa A                                          | Klasa A                                          |
| Okręgowe  | V poziom ligowy                       | Klasa B - gr.I                                   | Klasa B - gr.I                                   | Klasa B - gr.I                                   | Klasa B - gr.I                                   | Klasa B - gr.I                                   | Klasa B - gr.I                                   | Klasa B - gr.I                                   | Klasa B - gr.I                                   | Klasa B - gr.I                                   | Klasa B - gr.I                                   | Klasa B - gr.I                                   | Klasa B - gr.I                                   | Klasa B - gr.I                                   | Klasa B - gr.I                                   | Klasa B - gr.I                                   | Klasa B - gr.II                                  | Klasa B - gr.II                                  | Klasa B - gr.II                                  | Klasa B - gr.II                                  | Klasa B - gr.II                                  | Klasa B - gr.II                                  | Klasa B - gr.II                                  | Klasa B - gr.II                                  | Klasa B - gr.II                                  | Klasa B - gr.II                                  | Klasa B - gr.II                                  | Klasa B - gr.II                                  | Klasa B - gr.II                                  | Klasa B - gr.II                                  | Klasa B - gr.II                                  | Klasa B - gr.III                                 | Klasa B - gr.III                                 | Klasa B - gr.III                                 | Klasa B - gr.III                                 | Klasa B - gr.III                                 | Klasa B - gr.III                                 | Klasa B - gr.III                                 | Klasa B - gr.III                                 | Klasa B - gr.III                                 | Klasa B - gr.III                                 | Klasa B - gr.III                                 | Klasa B - gr.III                                 | Klasa B - gr.III                                 | Klasa B - gr.III                                 | Klasa B - gr.III                                 | Klasa B - gr.IV                                  | Klasa B - gr.IV                                  | Klasa B - gr.IV                                  | Klasa B - gr.IV                                  | Klasa B - gr.IV                                  | Klasa B - gr.IV                                  | Klasa B - gr.IV                                  | Klasa B - gr.IV                                  | Klasa B - gr.IV                                  | Klasa B - gr.IV                                  | Klasa B - gr.IV                                  | Klasa B - gr.IV                                  | Klasa B - gr.IV                                  | Klasa B - gr.IV                                  | Klasa B - gr.IV                                  |
| Okręgowe  | VI poziom ligowy                      | Klasa C - gr.I - (brak danych co do ilości grup) | Klasa C - gr.I - (brak danych co do ilości grup) | Klasa C - gr.I - (brak danych co do ilości grup) | Klasa C - gr.I - (brak danych co do ilości grup) | Klasa C - gr.I - (brak danych co do ilości grup) | Klasa C - gr.I - (brak danych co do ilości grup) | Klasa C - gr.I - (brak danych co do ilości grup) | Klasa C - gr.I - (brak danych co do ilości grup) | Klasa C - gr.I - (brak danych co do ilości grup) | Klasa C - gr.I - (brak danych co do ilości grup) | Klasa C - gr.I - (brak danych co do ilości grup) | Klasa C - gr.I - (brak danych co do ilości grup) | Klasa C - gr.I - (brak danych co do ilości grup) | Klasa C - gr.I - (brak danych co do ilości grup) | Klasa C - gr.I - (brak danych co do ilości grup) | Klasa C - gr.I - (brak danych co do ilości grup) | Klasa C - gr.I - (brak danych co do ilości grup) | Klasa C - gr.I - (brak danych co do ilości grup) | Klasa C - gr.I - (brak danych co do ilości grup) | Klasa C - gr.I - (brak danych co do ilości grup) | Klasa C - gr.I - (brak danych co do ilości grup) | Klasa C - gr.I - (brak danych co do ilości grup) | Klasa C - gr.I - (brak danych co do ilości grup) | Klasa C - gr.I - (brak danych co do ilości grup) | Klasa C - gr.I - (brak danych co do ilości grup) | Klasa C - gr.I - (brak danych co do ilości grup) | Klasa C - gr.I - (brak danych co do ilości grup) | Klasa C - gr.I - (brak danych co do ilości grup) | Klasa C - gr.I - (brak danych co do ilości grup) | Klasa C - gr.I - (brak danych co do ilości grup) | Klasa C - gr.I - (brak danych co do ilości grup) | Klasa C - gr.I - (brak danych co do ilości grup) | Klasa C - gr.I - (brak danych co do ilości grup) | Klasa C - gr.I - (brak danych co do ilości grup) | Klasa C - gr.I - (brak danych co do ilości grup) | Klasa C - gr.I - (brak danych co do ilości grup) | Klasa C - gr.I - (brak danych co do ilości grup) | Klasa C - gr.I - (brak danych co do ilości grup) | Klasa C - gr.I - (brak danych co do ilości grup) | Klasa C - gr.I - (brak danych co do ilości grup) | Klasa C - gr.I - (brak danych co do ilości grup) | Klasa C - gr.I - (brak danych co do ilości grup) | Klasa C - gr.I - (brak danych co do ilości grup) | Klasa C - gr.I - (brak danych co do ilości grup) | Klasa C - gr.I - (brak danych co do ilości grup) | Klasa C - gr.I - (brak danych co do ilości grup) | Klasa C - gr.I - (brak danych co do ilości grup) | Klasa C - gr.I - (brak danych co do ilości grup) | Klasa C - gr.I - (brak danych co do ilości grup) | Klasa C - gr.I - (brak danych co do ilości grup) | Klasa C - gr.I - (brak danych co do ilości grup) | Klasa C - gr.I - (brak danych co do ilości grup) | Klasa C - gr.I - (brak danych co do ilości grup) | Klasa C - gr.I - (brak danych co do ilości grup) | Klasa C - gr.I - (brak danych co do ilości grup) | Klasa C - gr.I - (brak danych co do ilości grup) | Klasa C - gr.I - (brak danych co do ilości grup) | Klasa C - gr.I - (brak danych co do ilości grup) | Klasa C - gr.I - (brak danych co do ilości grup) | Klasa C - gr.I - (brak danych co do ilości grup) |

## Klasa Okręgowa - III poziom rozgrywkowy
| Poz. | Drużyna               | M  | Z  | R | P  | Bramki | Punkty |
| ---- | --------------------- | -- | -- | - | -- | ------ | ------ |
| 1    | Gwardia Białystok     | 18 | 12 | 4 | 2  | 40-16  | 28     |
| 2    | Mazur Ełk             | 18 | 14 | 0 | 4  | 57-10  | 28     |
| 3    | Wigry Suwałki (b)     | 18 | 11 | 2 | 5  | 47-25  | 24     |
| 4    | Tur Bielsk Podlaski   | 18 | 10 | 2 | 6  | 35-28  | 22     |
| 5    | Warmia Grajewo (b)    | 18 | 6  | 4 | 8  | 42-36  | 16     |
| 6    | ZKS Zambrów           | 18 | 6  | 4 | 8  | 25-38  | 16     |
| 7    | Pogoń Łapy (b)        | 18 | 6  | 2 | 10 | 34-36  | 14     |
| 8    | Puszcza Hajnówka      | 18 | 4  | 5 | 9  | 24-44  | 13     |
| 9    | Ognisko Białystok     | 18 | 5  | 1 | 12 | 18-47  | 11     |
| 10   | Jagiellonia Białystok | 18 | 3  | 2 | 13 | 12-54  | 8      |

- Dodatkowy mecz (przy równej ilości punktów) pomiędzy Gwardią, a Mazurem.

18.06.1961, Mońki - Gwardia Białystok : Mazur Ełk 1:0
Eliminacje do II Ligi
| Poz. | Drużyna           | M | Z | R | P | Bramki | Punkty |
| ---- | ----------------- | - | - | - | - | ------ | ------ |
| 1    | Stal Kraśnik      | 4 |   |   |   | 7-3    | 5      |
| 2    | Marymont Warszawa | 4 |   |   |   | 8-3    | 5      |
| 3    | Gwardia Białystok | 4 |   |   |   | 3-12   | 2      |

## Klasa A - IV poziom rozgrywkowy
| Poz. | Drużyna                 | M  | Z | R | P | Bramki | Punkty |
| ---- | ----------------------- | -- | - | - | - | ------ | ------ |
| 1    | Włókniarz Białystok (b) | 16 |   |   |   | 67-27  | 29     |
| 2    | ŁKS Sart Łomża (s)      | 16 |   |   |   | 61-22  | 23     |
| 3    | Sokół Sokółka           | 16 |   |   |   | 40-45  | 18     |
| 4    | Mazur II Ełk            | 16 |   |   |   | 40-35  | 17     |
| 5    | Husar Nurzec (b)        | 16 |   |   |   | 54-42  | 16     |
| 6    | Skra Czarna Wieś (s)    | 16 |   |   |   | 46-50  | 14     |
| 7    | Wigry II Suwałki (b)    | 16 |   |   |   | 31-53  | 11     |
| 8    | Gwardia II Białystok    | 16 |   |   |   | 22-51  | 8      |
| 9    | Pomorzan Prostki (b)    | 16 |   |   |   | 23-59  | 8      |
| 10   | Polonia Białystok       |    |   |   |   |        |        |

- Polonia Białystok wycofała się z rozgrywek.

## Klasa B - V poziom rozgrywkowy
Grupa I
| Poz. | Drużyna                      | M  | Z  | R | P  | Bramki | Punkty |
| ---- | ---------------------------- | -- | -- | - | -- | ------ | ------ |
| 1    | Cresovia Białystok           | 18 | 16 | 0 | 2  | 95-29  | 32     |
| 2    | Gryf Choroszcz               | 18 | 11 | 3 | 4  | 51-32  | 25     |
| 3    | LZS Suchowola                | 18 | 10 | 1 | 7  | 60-28  | 21     |
| 4    | Jasion Jasionówka (b)        | 18 | 10 | 1 | 7  | 55-72  | 21     |
| 5    | Sokół II Sokółka             | 18 | 9  | 1 | 8  | 49-48  | 19     |
| 6    | Ognisko II Białystok         | 18 | 6  | 2 | 10 | 29-52  | 14     |
| 7    | LZS Tur Turośń Kościelna     | 18 | 5  | 2 | 11 | 40-57  | 12     |
| 8    | LZS Żednia (b)               | 18 | 5  | 2 | 11 | 35-72  | 12     |
| 9    | Supraślanka Supraśl          | 18 | 5  | 0 | 13 | 40-45  | 10     |
| 10   | Jagiellonia II Białystok (b) | 18 | 3  | 0 | 15 | 25-63  | 6      |

- Po sezonie z rozgrywek wycofały się rezerwy Sokoła i Jagiellonii.
- LZS Żednia przesunięte do klasy C-LZS (specjalnej zamkniętej ligi utworzonej od przyszłego sezonu dla zespołów LZS).

Grupa II
| Poz. | Drużyna                | M  | Z | R | P | Bramki | Punkty |
| ---- | ---------------------- | -- | - | - | - | ------ | ------ |
| 1    | Żubr Białowieża        | 12 |   |   |   | 44-17  | 20     |
| 2    | Cresovia Siemiatycze   | 12 |   |   |   | 37-19  | 19     |
| 3    | Puszcza II Hajnówka    | 12 |   |   |   | 51-23  | 18     |
| 4    | Husar II Nurzec (b)    | 12 |   |   |   | 32-31  | 12     |
| 5    | Tur II Bielsk Podlaski | 12 |   |   |   | 23-35  | 11     |
| 6    | LZS Studziwody         | 12 |   |   |   | 11-43  | 2      |
| 7    | Żubr Drohiczyn         | 12 |   |   |   | 7-44   | 0      |

- Zmiana nazwy Błyskawica na LZS Studziwody.
- Rezerwy Tura po sezonie wycofały się z rozgrywek.

Grupa III
| Poz. | Drużyna                    | M  | Z | R | P | Bramki | Punkty |
| ---- | -------------------------- | -- | - | - | - | ------ | ------ |
| 1    | LZS Uhowo                  | 14 |   |   |   | 41-20  | 23     |
| 2    | Orzeł Kolno                | 14 |   |   |   | 57-28  | 20     |
| 3    | LZS Smolniki (b)           | 14 |   |   |   | 41-28  | 18     |
| 4    | ŁKS II Łomża (b)           | 14 |   |   |   | 31-31  | 16     |
| 5    | Pogoń II Łapy              | 14 |   |   |   | 20-32  | 10     |
| 6    | Społem Wysokie Mazowieckie | 14 |   |   |   | 27-50  | 9      |
| 7    | LZS Piątnica               | 14 |   |   |   | 32-44  | 8      |
| 8    | ZKS II Zambrów (b)         | 14 |   |   |   | 24-44  | 6      |

- Zmiana nazwy Ruch na Społem Wysokie Mazowieckie. Drużyna po zakończonym sezonie wycofała się z rozgrywek.

Grupa IV
| Poz. | Drużyna               | M  | Z | R | P | Bramki | Punkty |
| ---- | --------------------- | -- | - | - | - | ------ | ------ |
| 1    | Cresovia Gołdap       | 14 |   |   |   | 85-17  | 23     |
| 2    | Znicz Szyba           | 14 |   |   |   | 44-25  | 21     |
| 3    | Wissa Szczuczyn       | 14 |   |   |   | 43-20  | 19     |
| 4    | Czarni Olecko         | 14 |   |   |   | 47-35  | 18     |
| 5    | LZS Sejny             | 14 |   |   |   | 23-42  | 10     |
| 6    | Warmia II Grajewo (b) | 14 |   |   |   | 27-45  | 9      |
| 7    | Hańcza Suwałki (b)    | 14 |   |   |   | 10-42  | 6      |
| 8    | LZS Raczki (b)        | 14 |   |   |   | 11-79  | 1      |

- Po sezonie zespół Hańcza Suwałki wycofał się z rozgrywek.

Eliminacje do klasy A
| Poz. | Drużyna            | M | Z | R | P | Bramki | Punkty |
| ---- | ------------------ | - | - | - | - | ------ | ------ |
| 1    | Żubr Białowieża    | 6 |   |   |   | 30-8   | 10     |
| 2    | LZS Uhowo          | 6 |   |   |   | 21-14  | 7      |
| 3    | Cresovia Gołdap    | 6 |   |   |   | 10-18  | 5      |
| 4    | Cresovia Białystok | 6 |   |   |   | 10-22  | 2      |

## Klasa C - VI poziom rozgrywkowy
- Brak danych co do ilości grup.
- Od przyszłego sezonu utworzono zamkniętą klasę C dla zespołów LZS.

Grupa I
| Poz. | Drużyna                | M | Z | R | P | Bramki | Punkty | Opis      |
| ---- | ---------------------- | - | - | - | - | ------ | ------ | --------- |
| 1    | LZS Szepietowo         | 8 |   |   |   | 35-13  | 14     | > klasa B |
| 2    | Skra II Czarna Wieś    | 8 |   |   |   | 25-12  | 11     | > klasa B |
| 3    | Włókniarz II Białystok | 8 |   |   |   | 22-14  | 11     | wycofany  |
| 4    | LZS Czyżew             | 8 |   |   |   | 6-27   | 2      | > C-LZS   |
| 5    | LZS Klepacze           | 8 |   |   |   | 4-26   | 2      | > C-LZS   |

Grupa II
| Poz. | Drużyna                        | M | Z | R | P | Bramki | Punkty | Opis      |
| ---- | ------------------------------ | - | - | - | - | ------ | ------ | --------- |
| 1    | Skrzydlaci Osowiec             | 8 |   |   |   | 58-6   | 14     | > klasa B |
| 2    | LZS Krynki                     | 8 |   |   |   | 15-16  | 10     | > C-LZS   |
| 3    | Pogranicze Kuźnica Białostocka | 8 |   |   |   | 17-28  | 8      | > klasa B |
| 4    | LZS Bogusze                    | 8 |   |   |   | 19-37  | 4      | C-LZS     |
| 5    | LZS Janowszczyzna              | 8 |   |   |   | 11-39  | 2      | C-LZS     |

Grupa III
| Poz. | Drużyna          | M | Z | R | P | Bramki | Punkty | Opis      |
| ---- | ---------------- | - | - | - | - | ------ | ------ | --------- |
| 1    | Orzeł Kleszczele | 4 |   |   |   | 34-3   | 8      | > klasa B |
| 2    | LZS Narewka      | 4 |   |   |   | 8-14   | 2      | > C-LZS   |
| 3    | Husar II Nurzec  | 4 |   |   |   | 6-32   | 2      | > klasa B |

Grupa IV
| Poz. | Drużyna             | M | Z | R | P | Bramki | Punkty | Opis      |
| ---- | ------------------- | - | - | - | - | ------ | ------ | --------- |
| 1    | Hańcza II Suwałki   | 6 |   |   |   | 13-9   | 8      | > klasa B |
| 2    | Pomorzan II Prostki | 6 |   |   |   | 14-11  | 8      | > klasa B |
| 3    | LZS Nowa Wieś       | 6 |   |   |   | 10-13  | 4      | > klas B  |
| 4    | LZS Łyse            | 6 |   |   |   | 12-16  | 4      | > C-LZS   |

## Puchar Polski - rozgrywki okręgowe
- Gwardia Białystok : Mazur Ełk 3:2